# Graphium megaera
Graphium megaera là một loài bướm ngày thuộc họ Papilionidae. Nó là loài đặc hữu của Philippines.